# Гане, Шояат
Шояат Гане (перс. شجاعت قانع‎; 30 марта 1975, Ардебиль) — иранский шахматист, гроссмейстер (2008).
В составе сборной Иран участник шести Олимпиад (1996—2004, 2008).

## Изменения рейтинга
| Графики недоступны из-за технических проблем. См. информацию на Фабрикаторе и на mediawiki.org. |